# Alectryon repandodentatus
Alectryon repandodentatus là một loài thực vật]] thuộc họ Sapindaceae. Loài này có ở Úc và Papua New Guinea.